# إيفان ليكو
إيفان ليكو (بالكرواتية: Ivan Leko) (مواليد 7 فبراير 1978) هو لاعب كرة قدم. يلعب مع منتخب كرواتيا لكرة القدم. سبق له أن لعب في كأس العالم لكرة القدم مع منتخب بلاده.

## مسيرته الكروية
لعب إيفان ليكو خلال مسيرته الاحترافية مع 5 أندية في اثنين وعشرين موسمًا وسجل خلالها 74 هدفًا ضمن 474 مباراة. حيث فاز في أربعة مواسم بالكأس وفي موسمين بالدوري.
خاض إيفان ليكو مسيرته مع نادي هايدوك سبليت في موسم 1995–96 في المرة الأولى ليلعب معه ستة مواسم ثم في موسم 2004–05 لمدة موسم واحد، مشاركًا طوالها في 144 مباراة سجل خلالها 33 هدفًا. ثم انتقل إلى نادي مالقا في موسم 2001–02 ليلعب معه أربعة مواسم، حيث شارك في 79 مباراة سجل خلالها 4 أهداف. لينتقل بعدها إلى نادي كلوب بروج في موسم 2005–06 ليلعب معه أربعة مواسم، مشاركًا في 99 مباراة سجل خلالها 21 هدفًا. ثم انتقل إلى نادي بيرسخوت إيه سي في موسم 2008–09 ولمدة موسمين، مشاركًا في 30 مباراة سجل خلالها 4 أهداف. هذا وانتقل لاحقًا إلى نادي لوكيرين في موسم 2009–10 ليلعب معه خمسة مواسم، مشاركًا في 122 مباراة سجل خلالها 12 هدفًا.

## روابط خارجية
- إيفان ليكو على موقع اتحاد كرواتيا (الكرواتية)
- إيفان ليكو على موقع قاعدة بيانات كرة القدم.إي يو (الإنجليزية)
- إيفان ليكو على موقع ناشيونال فوتبول تيمز (الإنجليزية)
- إيفان ليكو على موقع Soccerway.com (الإنجليزية)
- إيفان ليكو على موقع عالم كرة القدم.نت (الإنجليزية)
- إيفان ليكو على موقع كووورة
- إيفان ليكو على موقع GSA (الإنجليزية)